# Difetto interatriale
Il difetto interatriale (acronimo: DIA), o difetto del setto atriale (ASD, Atrial septal defect) è una malformazione cardiaca congenita che consente il flusso di sangue tra gli atri destro e sinistro.
Normalmente, gli atri sono separati da un setto, chiamato setto interatriale; se questo setto è difettoso o assente, il sangue ossigenato può fluire dall'atrio sinistro direttamente nella parte destra del cuore, mescolandosi al sangue venoso, povero di ossigeno (o viceversa), configurando una situazione di shunt. Questo può portare i livelli di ossigeno nel sangue arterioso a valori più bassi di quelli normali (ipossiemia).
Un DIA può non presentare segni o sintomi apprezzabili, soprattutto se il difetto è piccolo. La quantità di commistione del sangue determina il significato emodinamico del DIA.

## Eziologia
Nello sviluppo di DIA, DIV e anomalie valvolari sono implicate alcune mutazioni sporadiche monogeniche a carico di geni codificanti fattori trascrizionali coinvolti nel corretto sviluppo cardiaco. Tra queste, si osservano mutazioni a carico dei geni:
- NKX2-5
- GATA-4
- TBX20

In generale, la più comune causa di malformazioni cardiache è la trisomia 21, cioè sindrome di Down: il 40% dei soggetti mostra cardiopatie congenite.
A queste si aggiungono mutazioni monogeniche a carico di geni non strutturali, ma implicati in importanti vie di segnalazione, per cui le malformazioni cardiache si riscontrano all'interno di sindromi più o meno sistemiche:
- TBX5: Sindrome di Holt-Oram
- TBX1: Sindrome di DiGeorge
- JAG1-NOTCH2: Sindrome di Alagille
- Fibrillina: Sindrome di Marfan

## Patogenesi
I DIA appartengono alla categoria degli shunt sinistro-destro: le resistenze vascolari del circolo polmonare sono di gran lunga inferiori di quelle sistemiche, e la compliance del ventricolo destro è maggiore di quella del ventricolo sinistro (anche a causa di uno spessore minore della parete)
A seguito di un DIA si può assistere ad ipertensione polmonare, ad un rischio maggiore di sviluppare scompenso cardiaco congestizio destro (insufficienza cardiaca), ad embolia paradossa (passaggio di un trombo dall'atrio destro a quello sinistro tramite il DIA).

### Complicanze
Alcuni studi ancora in via di approfondimento segnalano che i portatori di forame ovale pervio presentano un aumentato rischio di malattia da decompressione cerebrale in caso di immersione subacquea, più evidente per le profondità superiori a 30 metri; il rischio è comunque basso (1 su 40 000 per profondità minori di 30 metri; 1 su 6 000 per profondità maggiori), soprattutto rispettando le regole di sicurezza (risalita lenta e senza sforzi). Allo stato attuale, le immersioni non sono sconsigliate ai portatori di FOP.

## Clinica
Spesso inoltre i DIA sono silenti. Un piccolo sovraccarico pressorio destro come starnuti, tosse o compressioni addominali durante defecazione possono portare a transitori aumenti di pressione della sezione destra del cuore.
In genere tale anomalia è asintomatica perché se non vi è differenza di pressione tra i due atri il septum primum rimane immobile impedendo il passaggio di sangue da un atrio all'altro (shunt) ma se si crea una forte differenza di pressione lo shunt che si produce può essere causa di conseguenze molto gravi. Inoltre è stata rilevata una maggiore frequenza di FOP tra gli individui colpiti da ictus criptogenetico anche se l'esistenza di una correlazione è ancora controversa.
Un DIA può essere diagnosticato mediante l'ecocardiogramma transesofageo (ETE) o quello transtoracico (ETT), o con il doppler transcranico (TCD) (o ecocolor Doppler transcranico, TCCD) mediante mezzo di contrasto, che come sistema diagnostico ha un costo più basso e permette una precisa diagnosi dell'entità dello shunt, ma non ne permette la localizzazione.

### Classificazione
- Difetti dell'ostium secundum: posto nella porzione centrale del setto (rappresenta più dell'80% dei casi);[8]
- Difetti dell'ostium primum: difetto posto nella parte inferiore del setto;
- Difetti del seno venoso
- Atrio singolo o comune
- Difetto interatriale misto

### Forame ovale pervio
Il forame ovale pervio (FOP) consiste nella mancata naturale chiusura del septum primum e del septum secundum dopo la nascita.
Durante lo sviluppo prenatale il foro ovale di Botallo è infatti naturalmente aperto, per permettere la co-funzionalità dei sistemi cardiocircolatorî della gravida e del feto.
La patologia che sussegue un DIA da forame ovale pervio è variabile a seconda dei casi.

## Trattamento
L'intervento chirurgico resta la terapia migliore per risolvere il difetto. Sono in corso valutazioni relative ai diversi approcci: dalla minitoracotomia alla sternotomia, alla chiusura con approccio transfemorale e posizionamento di device.
La chiusura chirurgica o transcatetere di un DIA corregge le anomalie emodinamiche e ne previene le complicanze: il tasso di mortalità successivo alla correzione del difetto è equiparabile a quello della popolazione generale.